# A New Day Has Come (chanson)
Singles de Céline Dion
Sous le vent
(2001) I'm Alive
(2002)
Pistes de A New Day Has Come
Rain, Tax Ten Days
A New Day Has Come est la chanson titre de l'album A New Day Has Come de Céline Dion. Il est lancé comme premier extrait le 11 mars 2002.
La chanson a été produite par Walter Afansieff et Aldo Nova pour la version ballade.
Le vidéoclip a été dirigé par Dave Meyers et a été lancé en mars 2002.
Aux États-Unis, la chanson débute en 73e position et sera 10 semaines plus tard en 22e position. Sur les palmarès adulte contemporain, la chanson bat des records en passant 22 semaines en 1re position. Elle éclipse le record de sa chanson Because You Loved Me. Au Canada, la chanson débute et atteint la 2e position et passe 20 semaines sur les palmarès. En Australie, la chanson débute en 23e position et sera 6 semaines plus tard en 19e position et passe 20 semaines dans les charts. Au Royaume-Uni, la chanson débute en 7e position. Il s'agit de la 7e chanson de Céline à débuter au top 10. La chanson reste dans les charts 17 semaines.

## Chartsmondiaux
| Pays                         | Meilleure Position | Certification    | Vente   |
| ---------------------------- | ------------------ | ---------------- | ------- |
| Allemagne                    | 6                  |                  |         |
| Australie                    | 19                 | or               | 35 000  |
| Autriche                     | 9                  |                  |         |
| Belgique                     | 14                 |                  |         |
| Canada                       | 2                  |                  |         |
| Danemark                     | 3                  |                  |         |
| États-Unis Billboard Hot 100 | 22                 | or(single vidéo) | 25 000  |
| Finlande                     | 17                 |                  |         |
| France                       | 23                 |                  |         |
| Grèce                        | 8                  |                  |         |
| Hongrie                      | 4                  |                  |         |
| Irlande                      | 10                 |                  |         |
| Italie                       | 10                 |                  |         |
| Norvège                      | 3                  |                  |         |
| Nouvelle-Zélande             | 20                 |                  |         |
| Pays-Bas                     | 21                 |                  |         |
| Pologne                      | 46                 |                  |         |
| Royaume-Uni                  | 7                  | argent           | 200 000 |
| Suède                        | 3                  |                  |         |
| Suisse                       | 2                  |                  |         |